# Veslování

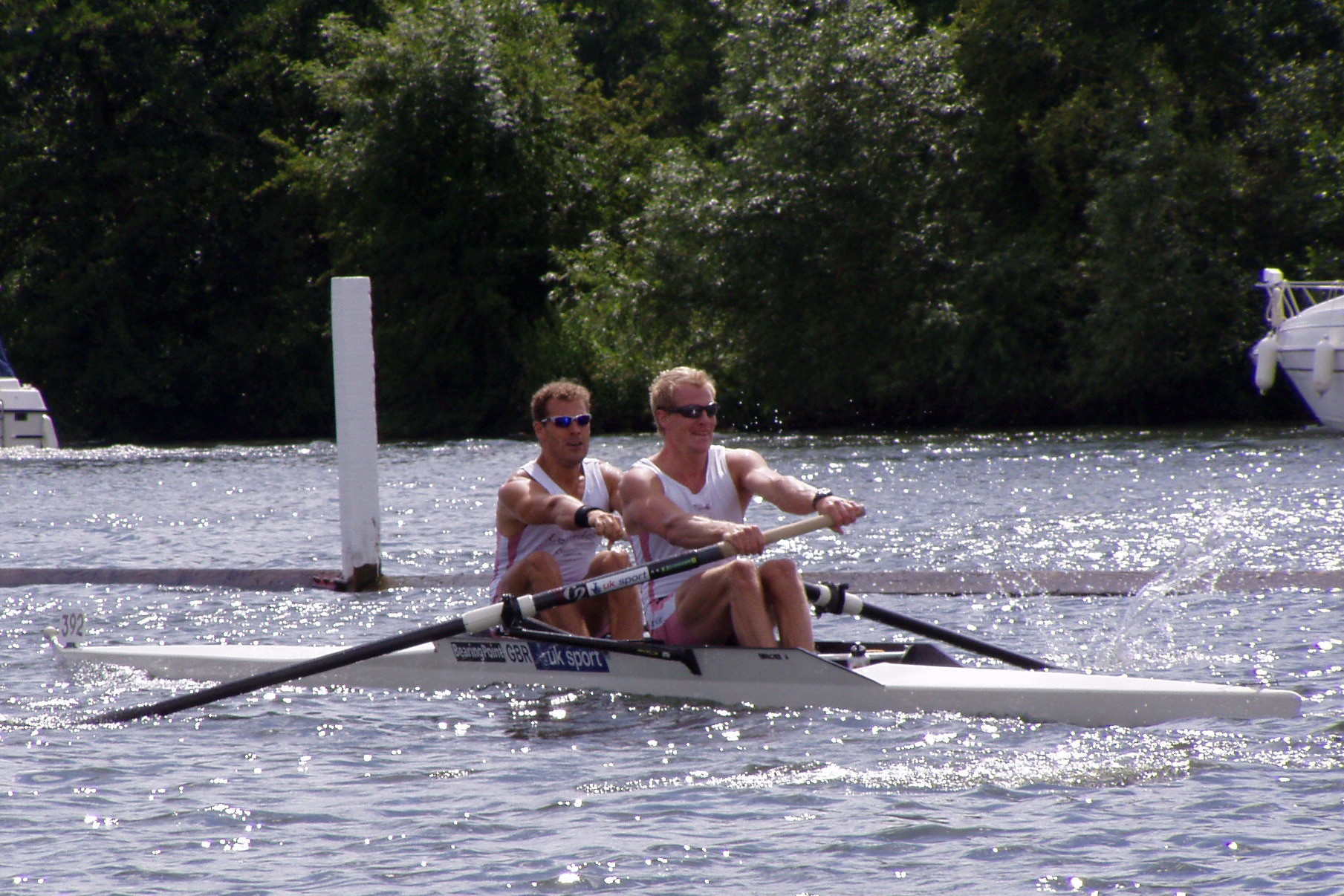
Dvojka bez kormidelníka

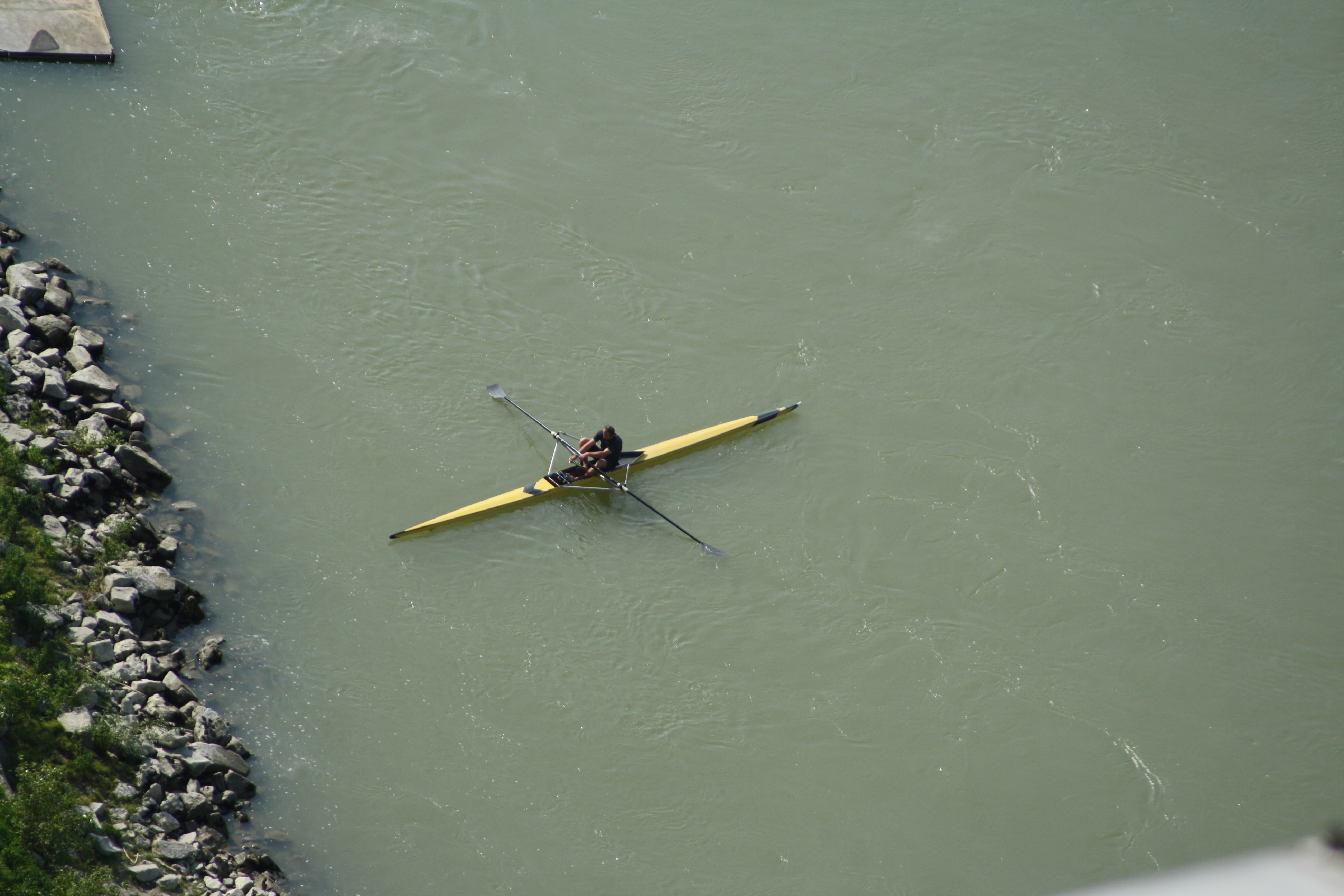
Veslař na Dunaji

Veslování je pohon lodí lidskou silou pomocí vesel. Veslování se používá či používalo zejména u malých lodí, není-li vhodné nebo dosažitelné použití motoru nebo plachet, například na přívozech nebo rybářských pramicích. Od starověku až do počátku 19. století se veslování používalo i na větších lodích, tzv. galérách, podle byzantského slova galaia nazývaných též galeje. Práce veslaře (galejníka), zpočátku prestižní povolání, byla později považována za otrockou nebo ukládána jako trest. Veslaři musí mít velmi dobrou fyzickou kondici. Důležitá je ale i psychika.
Veslování se vyvinulo též v silově vytrvalostní vodní sport, ve kterém se posádka speciální lehké lodi (tzv. veslice) snaží překonat co nejrychleji stanovenou vzdálenost.
Při veslování se veslař pohybuje zády ve směru jízdy. Veslo (na rozdíl od pádla) je zapřeno o krákorec nebo křídlo. Veslař se pohybuje také odrazem nohou po slajdu, v dřívějších dobách se místo něj používaly kožené kalhoty namazané tukem, které klouzaly po hladké ploše v lodi.

## Složení a vybavení závodní lodi

### Loď
- Slajd = Pojízdné sedátko jezdící v kolejničkách, které prodlužuje zátah
- Krakorec(-ce) = (většinou hliníkové) tyče připevněné k lodi, slouží k držení havlinky s veslem a zefektivnění páky
- Křídlo = moderní alternativa krakorce, připevněno s vrchu lodě (u nohavek, nebo u novějších modelů za slajdem, tedy za zády veslaře)
- Havlinka = plastová podkova, upevněna na konci krakorce, slouží k uchycení vesla ke krakorci
- Nohavky = boty v lodi k upevnění nohou, slouží k odrazu nohou během první části zátahu veslařského tempa
- Kačena (nebo flosna,) = zkosená tenká destička ze spodku lodi, slouží k udržení přímého směru jízdy
- Kormidlo = otočná část kačeny, pro ovládání směru jízdy. Kormidlo ovládá buď kormidelník nebo strok , který jej ovládá nohou (jednou z nohavek)
- Kopyto = tvar spodní části lodi

Veslařská loď je velmi křehká, pokud je zatěžována na souši, hrozí její poškození.

### Pojmenování veslařů
Veslaři se v lodi počítají odzadu (přídi lodi). První veslař (projíždí 1. cílem) se nazývá "háček", další před ním se nazývá "dvojka", následuje "trojka" atd. Poslední veslař se nazývá strok a určuje tempo, kterým se pohybuje celá posádka. Veslaři, kteří následují za ním se také nazývají "motor lodi"; jde o silově nejzdatnější jedince, ale také nejtěžší, aby nadlehčovali příď lodi.

### Veslo
- Veslo (nikoliv pádlo) prošlo vývojem od dřeva nyní k odlehčeným materiálům jako např. karbon. Tvar vesla se také změnil. Nynější tvar je podobný sekyrce, proto se veslům říká „sekery“, vesla se symetrickým tvarem, listem, se stále používají v žákovských kategoriích.
- Okožení = dříve kožený dnes plastový obal cca v polovině vesla
- Věneček = část která je zapřená o havlinku a je namontovaná na okožení
- Pačina = gumová část vesla, kterou veslař drží

Podle stroka (veslovoda) a háčka se dělí typ vesla na nepárových lodích, buď jde o "strokovské veslo" - na pravé straně lodi (z pohledu veslaře sedícího v lodi) nebo jde o "háčkovské veslo" - na levé straně.

## Sportovní veslování
Závody veslic mají dlouhou tradici, pořádali je již Féničané. Novodobá historie veslování začíná v 18. století v Anglii. Velkou oblibu si veslování začalo získávat po závodě mezi studenty Oxfordu a Cambridge, který se uskutečnil v roce 1829. Na programu olympijských her se objevuje od roku 1896.

### Veslování na suchu
Poměrně mladou disciplínou ve veslování se stává veslování na ergometru, který slouží pro udržení nebo zlepšení fyzické kondice během nepřízně počasí nebo mimo hlavní sezónu. Mimo hlavní sezonu se také pořádají soutěže na těchto ergometrech (veslařských trenažérech). Závodí se obvykle na trati dlouhé 2000 metrů, dříve to bývalo 2500 metrů. Jezdí se také na delší vzdálenosti - 6000 metrů, přičemž tato vzdálenost se využívá především k identifikaci veslařů. Dalo by se říci, že čím lepší čas, tím lepší vytrvalec ten dotyčný je.

### Dělení
Veslování se dělí na disciplíny určené pro muže a pro ženy, ty pak na lehké/těžké váhy, dále podle věku žáci/žačky, dorostenci/dorostenky, junioři/juniorky, senioři/seniorky, veteráni/veteránky. Veteráni (od 27 let) smějí startovat v kategorii muži, ale muži ne v kategorii veteráni.
Váha kormidelníka by měla činit maximálně 55 kg, pokud je váha kormidelníka nižší, musí si s sebou vzít závaží (dovažek), ten však nesmí být vyšší než 5 kg, tedy nejlehčí kormidelník smí mít 50 kg; váha vyšší než 55 kg je větší přítěží pro posádku.
Toto jsou váhové limity pro závodníky "lehkých vah":
| Váhové dělení | Váhové dělení                                    | Váhové dělení                         | Váhové dělení | Váhové dělení          |
| ------------- | ------------------------------------------------ | ------------------------------------- | ------------- | ---------------------- |
| Kategorie     | ø váha celé posádky bez lodi a kormidelníka [kg] | Maximální váha veslaře v posádce [kg] | Skifaři [kg]  | Váha pro ergometr [kg] |
| Muži          | 70                                               | 72,5                                  | 72,5          | 75                     |
| Ženy          | 57                                               | 59                                    | 59            | 61,5                   |

U mužského dvojskifu lehkých vah tak např. může být celková váha posádky 140 kg, kde jeden veslař může vážit 72,5 kg, ale druhý veslař musí vážit do 67,5 kg.

### Disciplíny
Veslování má několik různých disciplín, které se liší podle počtu aktivních veslařů, jestli mají kormidelníka či nikoliv nebo podle množství vesel, kterými veslař pohání loď. Párová= každý veslař má 2 vesla, nepárová=jedno veslo (na každé straně lodi stejný počet vesel).
| Disciplíny                       | Disciplíny | Disciplíny        | Disciplíny  | Disciplíny       | Disciplíny       | Disciplíny       | Disciplíny          | Disciplíny |
| -------------------------------- | ---------- | ----------------- | ----------- | ---------------- | ---------------- | ---------------- | ------------------- | ---------- |
| Název                            | Označení   | Aktivních veslařů | Kormidelník | ø délka lodi [m] | ø šířka lodi [m] | ø váha lodi [kg] | Poznámka            |            |
| Skif                             | 1x         | 1                 | ne          | 8,2              | 0,3              | 14               | Párová disciplína   |            |
| Dvojskif                         | 2x         | 2                 | ne          | 10               | 0,4              | 30               | Párová disciplína   |            |
| Dvojka bez kormidelníka          | 2–         | 2                 | ne          | 10               | 0,4              | 30               | Nepárová disciplína |            |
| Dvojka s kormidelníkem           | 2+         | 2                 | ano         | 10,5             | 0,4              | 35               | Nepárová disciplína |            |
| Nepárová čtyřka bez kormidelníka | 4–         | 4                 | ne          | 12               | 0,5              | 60               | Nepárová disciplína |            |
| Nepárová čtyřka s kormidelníkem  | 4+         | 4                 | ano         | 13,5             | 0,5              | 65               | Nepárová disciplína |            |
| Párová čtyřka bez kormidelníka   | 4x–        | 4                 | ne          | 12               | 0,5              | 60               | Párová disciplína   |            |
| Párová čtyřka s kormidelníkem    | 4x+        | 4                 | ano         | 12,5             | 0,5              | 65               | Párová disciplína   |            |
| Osma                             | 8+         | 8                 | ano         | 17,5             | 0,6              | 100              | Nepárová disciplína |            |
| Párová osma                      | 8x+        | 8                 | ano         | 17,5             | 0,6              | 100              | Párová disciplína   |            |
| párová dvacetčtyrka              | 24x+       | 24                | ano         | 38               | 0,6              | 300              | Párová disciplína   |            |